# Sankt Eriksgatan
Sankt Eriksgatan (en français : rue Saint-Éric) est une rue des quartiers Vasastaden et Kungsholmen du centre-ville de Stockholm en Suède.

## Situation
La rue s'étend de Norr Mälarstrand, croise Drottningholmsvägen, traverse Barnhusviken par le pont Sankt Eriksbron, où passe la ligne verte du métro à un niveau inférieur, continue au-delà de Sankt Eriksplan, traverse Karlbergsvägen, passe Vanadisplan et se termine à Norra Stationsgatan. 
Sankt Eriksgatan mesure 2 081 mètres de long.
La rue a été nommée d'après le roi Éric le Saint lors de la révision des noms à Stockholm en 1885 et tombait dans la catégorie des « noms autochtones et historiques ».

## Galerie

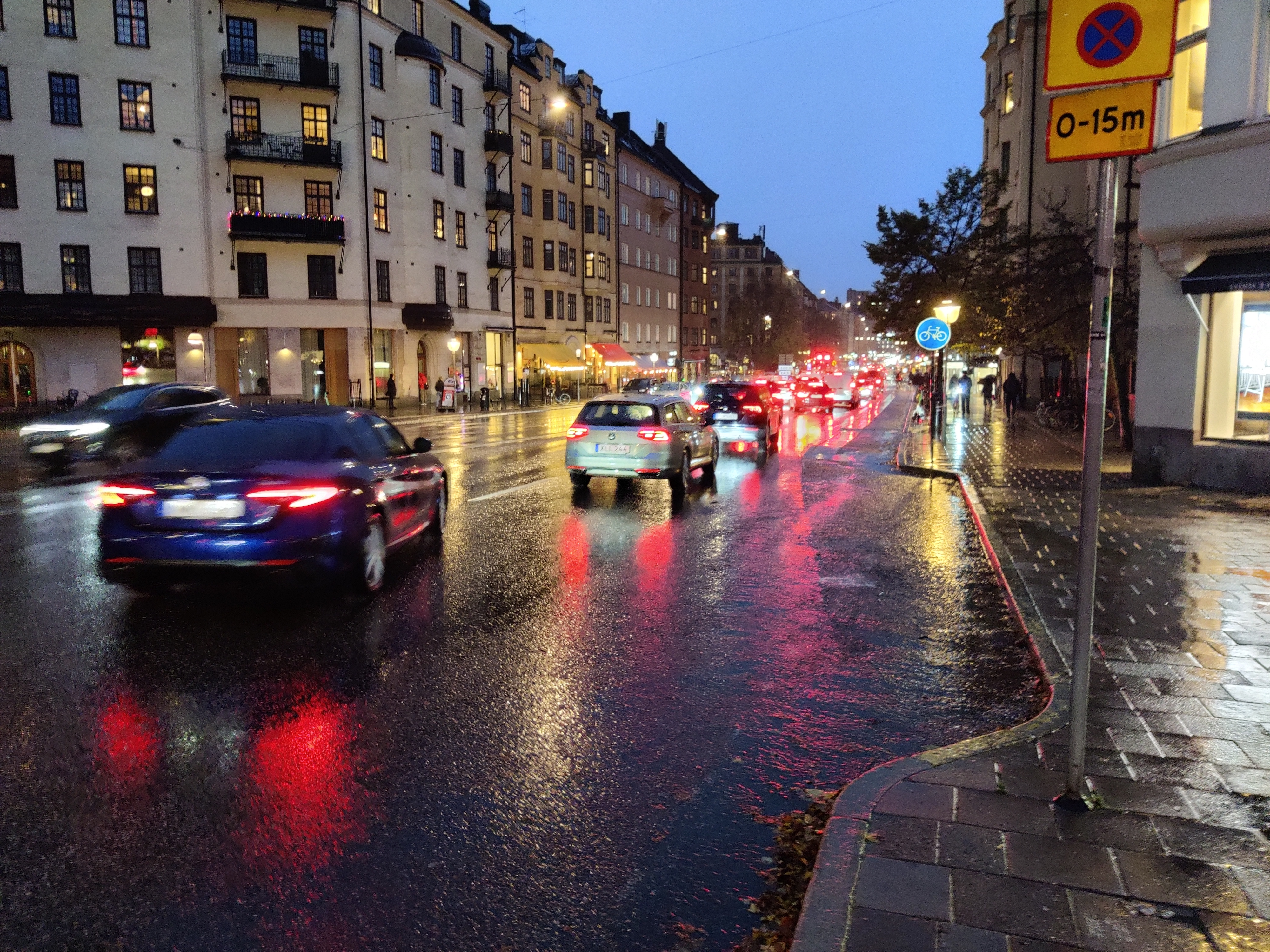
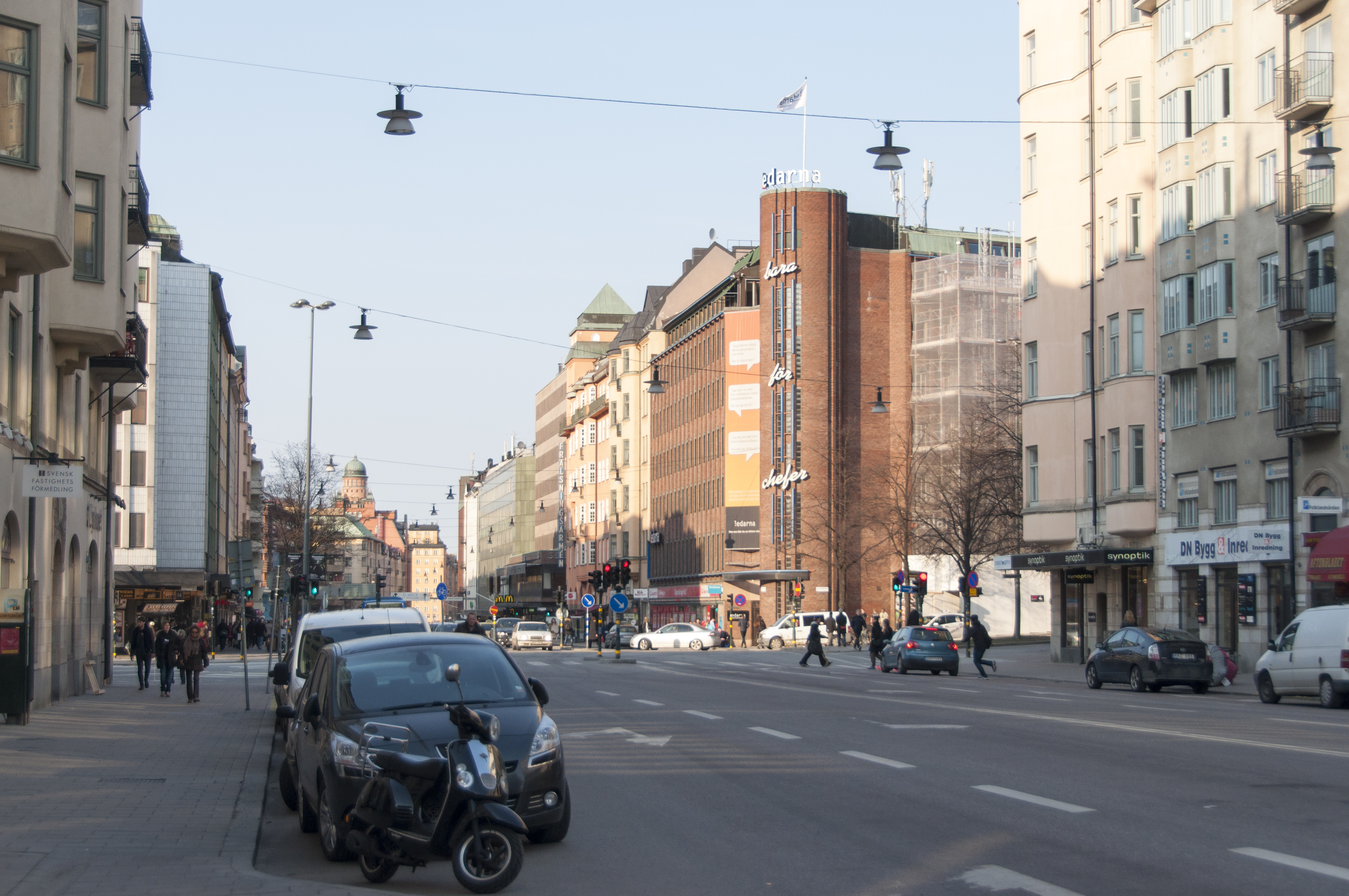

## Bâtiments de la rue
| N°      | Nom                   | Image | Réf. |
| ------- | --------------------- | ----- | ---- |
| 24      | Lavetten 17           |       |      |
| 58–60   | Sportpalatset         |       |      |
| 63      | Sankt Erikspalatset   |       |      |
| 64      | Loket 1               |       |      |
| 65      | Porslinsbruket 29     |       |      |
| 113     | SARA-huset            |       |      |
| 115     | Elite Palace Hotel    |       |      |
| 117     | Automobilpalatset     |       |      |
| 119–121 | Grönstedtska palatset |       |      |